# شنبارة الطنانات
قرية شنبارة الطنانات هي إحدى القرى التابعة لمركز أبو حماد في محافظة الشرقية في جمهورية مصر العربية. حسب إحصاءات سنة 2006، بلغ إجمالي السكان في شنبارة الطنانات 4353 نسمة، منهم 2307 رجل و2046 امرأة.

## التاريخ
قرية شنبارة الطنانات من القرى القديمة، حيث وردت باسم «شنبارة»في أعمال الشرقية ضمن قرى الروك الصلاحي التي أحصاها ابن مماتي في كتاب قوانين الدواوين. كما وردت باسم «شنبارة» في أعمال الشرقية ضمن قرى الروك الناصري التي أحصاها ابن الجيعان في كتاب «التحفة السنية بأسماء البلاد المصرية». وفي العصر العثماني كان اسمها في التربيع العثماني الذي أجراه الوالي العثماني سليمان باشا الخادم في عصر السلطان العثماني سليمان القانوني «كفر شنبارة» ضمن قرى ولاية الشرقية، وفي تاريخ 1228هـ/1813م الذي عدّ قرى مصر بعد المسح الذي قام به محمد علي باشا باسم «شنبارة الطنانات» ضمن قرى مديرية الشرقية.